# King Kong (pel·lícula de 1976)
King Kong és una pel·lícula americana dirigida per John Guillermin i produïda per Dino De Laurentiis, estrenada el 1976. És un remake de King Kong, pel·lícula realitzada el 1933 per Merian C. Cooper i Ernest B. Schoedsack. Ha estat doblada al català.

## Argument
En els anys 1970, la societat Petrox envia Fred Wilson (Charles Grodin) a la recerca de la misteriosa "Skull Island" (illa del Crani), qui contindria un jaciment important de petroli. El professor Jack Prescott (Jeff Bridges), persuadit que l'illa amaga un monstre prehistòric, s'infiltra a bord del vaixell però és ràpidament desemmascarat. Wilson decideix no obstant això deixar-lo com a fotògraf de l'expedició. Durant el viatge, la tripulació salva una nàufraga, Dwan (Jessica Lange), que s'enamora aviat de Jack.
El vaixell arriba a l'illa, amagada en una espessa boira. Després d'un primer contacte tens amb els indígenes, sobretot després d'haver interromput una cerimònia, l'expedició recupera el vaixell però els autòctons agafen Dwan per sacrificar-la al seu Déu Kong, un goril·la gegantí i humanoide que la porta al seu cau. Prescott es llança de seguida sobre el seu rastre. Aprofitant el combat entre el goril·la i una serp gegant, Jack aconsegueix alliberar Duane. Fred Wilson decideix llavors capturar el monstre amb fins promocionals per a la companyia. Capturen Kong i el porten cap a la civilització.
A Nova York, King Kong s'escapa i marxa a buscar Dwan. Acorralat per l'exèrcit, trobarà la jove i el portarà al cim del World Trade Center. Jack no triga a comprendre per què Kong l'ha portat allà dalt: les dues voltes s'assemblen a dues muntanyes que hi ha a l'illa. Atrapat, el monstre s'enfronta a helicòpters militars però, mortalment ferit, cau de la torre per estampar-se avall.

## Repartiment
- Jeff Bridges: Jack Prescott
- Charles Grodin: Fred Wilson
- Jessica Lange: Dwan
- John Randolph: el capità Ross
- Rene Auberjonois: Roy Bagley
- Julius W. Harris: Boan
- Jack O'Halloran: Joe Perko
- Dennis Fimple: Sunfish
- Ed Lauter: Carnahan
- Jorge Moreno: Garcia
- Mario Gallo: Timmons
- John Lone: cuiner xinès
- Garry Walberg: general dels exèrcits
- John Agar: empleat municipal
- Keny Long: home disfressat de simi

## Al voltant de la pel·lícula
- El rodatge es va desenvolupar del 15 de gener al 27 d'agost de 1976 a Culver City, Kauai, Los Angeles i Nova York.
- La pel·lícula ha tingut molt de temps equivocadament la reputació d'haver estat un desastre comercial. De fet els retorns al box office van suposar en total quatre vegades la cost de la seva producció (més de 90 milions de dòlars per a 23 invertits) que constitueix un èxit més que respectable. Aquest error és essencialment degut al fet que la majoria de les xifres difoses parlaven de manera única del resultat de l'any 1976. Ara bé, estrenada als Estats Units els últims dies de desembre, la pel·lícula va conèixer evidentment el gros de la seva rendibilitat l'any 1977.
- Barbra Streisand va ser proposada per al paper de Dwan, i Bo Derek també el va refusar. Pel que fa al lloc de director, va ser rebutjat per Roman Polanski, Michael Winner i Sam Peckinpah.
- El compositor orquestrador John Barry va afirmar més tard haver lliurat la partitura de la pel·lícula en un temps rècord.
- En el King Kong de 1933, el gran simi reconeix en l'Empire State Building la seva muntanya desapareguda. En aquesta versió, es tracta del World Trade Center. Pel que fa a aquest canvi, empleats de l'Empire State Building van expressar el seu descontentament enfront de la decisió dels productors fent vaga, disfressats de simi.
- El vestit i els maquillatges de King Kong són obra de Rick Baker. Aquest últim interpreta fins i tot el gran simi a la pel·lícula. Esdevindrà especialista en monstres a Hollywood, realitzant els maquillatges de An American Werewolf in London (1981), Greystoke: The Legend of Tarzan, Lord of the Apes (1984), Gorillas in the Mist: The Story of Dian Fossey (1988), Mighty Joe Young (1998), Planet of the Apes (2001)...
- Universal havia previst realitzar un remake fidel a la pel·lícula original, titulat The Legend of King Kong, però van abandonar el projecte quan va ser anunciada la versió moderna de la Paramount.
- A mitjans dels anys 1980, la difusió televisada de la pel·lícula als Estats Units va constituir un rècord d'audiència de manera que el productor Dino De Laurentiis va pensar de donar-li una continuació tardana, King Kong 2 (1986). Aquesta va fer desgraciadament un fracàs al box office.

## Premis i nominacions

### Premis
- 1977. Premi especial dels Oscars als efectes especials per Carlo Rambaldi, Glen Robinson i Frank Van der Veer
- 1977. Globus d'Or a l'actriu revelació per Jessica Lange

### Nominacions
- 1977. Oscar a la millor fotografia per Richard H. Kline
- 1977. Oscar al millor so per Harry W. Tetrick, William L. McCaughey, Aaron Rochin i Jack Solomon
- 1977. BAFTA al millor disseny de producció per Mario Chiari i Dale Hennesy